# North American Soccer League 1968
La North American Soccer League 1968 fu la prima edizione della neonata lega calcistica, nata dalla fusione della United Soccer Association e della National Professional Soccer League, due leghe concorrenti che avevano operato l'anno precedente.

## Avvenimenti
Le gravi perdite economiche e l'affluenza di spettatori molto al di sotto delle aspettative, convinsero gli organizzatori della USA e della NPSL a porre fine al loro conflitto e ad unire le proprie forze in un'unica lega.
Delle 22 squadre che avevano partecipato ai due campionati dell'anno prima, i Philadelphia Spartans e i Pittsburgh Phantoms fallirono, mentre nelle città in cui entrambe le leghe erano presenti con un club si decise di spostare o chiudere una delle due rappresentanti. In più i Boston Rovers cambiarono il proprio nome in Boston Beacons. Si presentarono quindi ai nastri di partenza 17 squadre, due in Canada e quindici negli Stati Uniti d'America.

## Formula
Le squadre erano suddivise in due conference, ulteriormente ripartite in due division per ogni conference. Ogni squadra giocava 32 incontri, 16 in casa e 16 in trasferta, incontrando più frequentemente i propri rivali di division. La migliore squadra di ogni division veniva ammessa ai play-off.
I play-off erano costituiti da semifinali a livello di conference e dalla finale del campionato. Tutti i turni si disputavano con la formula dell'andata e ritorno, in caso di parità nel risultato aggregato si disputavano i supplementari.
Dalla NPSL venne ereditato il peculiare sistema di punteggio per la regular season: venivano attribuiti 6 punti per ogni vittoria, 3 punti per ogni pareggio e 1 punto per ogni gol segnato, fino ad un massimo di 3 per ogni incontro.

## Squadre partecipanti
| Club              | Stagione | Città       | Stadio                          | Stagione precedente                                      |
| ----------------- | -------- | ----------- | ------------------------------- | -------------------------------------------------------- |
| Atlanta Chiefs    | dettagli | Atlanta     | Atlanta Stadium                 | 4º nella Eastern Division della NPSL                     |
| Baltimore Bays    | dettagli | Baltimora   | Memorial Stadium                | 1º nella Eastern Division della NPSL. Finalista play-off |
| Boston Beacons    | dettagli | Boston      | Fenway Park                     | 6º nella Eastern Division della USA                      |
| Chicago Mustangs  | dettagli | Chicago     | Comiskey Park                   | 3º nella Western Division della USA                      |
| Cleveland Stokers | dettagli | Cleveland   | Cleveland Stadium               | 2º nella Eastern Division della USA                      |
| Dallas Tornado    | dettagli | Dallas      | Cotton Bowl                     | 6º nella Western Division della USA                      |
| Detroit Cougars   | dettagli | Detroit     | Tiger Stadium                   | 4º nella Eastern Division della USA                      |
| Houston Stars     | dettagli | Houston     | Astrodome                       | 4º nella Western Division della USA                      |
| K.C. Spurs        | dettagli | Kansas City | Municipal Stadium               | Trasferimento dei Chicago Spurs                          |
| L.A. Wolves       | dettagli | Los Angeles | Rose Bowl                       | Vincitore della USA                                      |
| N.Y. Generals     | dettagli | New York    | Yankee Stadium                  | 3º nella Eastern Division della NPSL                     |
| Oakland Clippers  | dettagli | Oakland     | Oakland-Alameda County Coliseum | Vincitore della NPSL                                     |
| San Diego Toros   | dettagli | San Diego   | Balboa Stadium                  | Trasferimento dei Los Angeles Toros                      |
| St. Louis Stars   | dettagli | Saint Louis | Busch Memorial Stadium          | 2º nella Western Division della NPSL                     |
| Toronto Falcons   | dettagli | Toronto     | Varsity Stadium                 | 4º nella Western Division della NPSL                     |
| Vancouver Royals  | dettagli | Vancouver   | Empire Stadium                  | 5º nella Western Division della USA                      |
| Washington Whips  | dettagli | Washington  | D.C. Stadium                    | 1º nella Eastern Division della USA. Finalista play-off  |

## Classifiche regular season

### Eastern Conference

#### Atlantic Division
|  | Pos. | Squadra          | Pt  | G  | V  | N  | P  | GF | GS |
|  | ---- | ---------------- | --- | -- | -- | -- | -- | -- | -- |
|  | 1.   | Atlanta Chiefs   | 174 | 31 | 18 | 6  | 7  | 50 | 32 |
|  | 2.   | Washington Whips | 167 | 32 | 15 | 7  | 10 | 50 | 32 |
|  | 3.   | N.Y. Generals    | 164 | 32 | 12 | 12 | 8  | 62 | 54 |
|  | 4.   | Baltimore Bays   | 128 | 32 | 13 | 3  | 16 | 42 | 43 |
|  | 5.   | Boston Beacons   | 121 | 32 | 9  | 6  | 17 | 51 | 69 |

#### Lakes Division
|  | Pos. | Squadra           | Pt  | G  | V  | N  | P  | GF | GS |
|  | ---- | ----------------- | --- | -- | -- | -- | -- | -- | -- |
|  | 1.   | Cleveland Stokers | 175 | 32 | 14 | 11 | 7  | 62 | 44 |
|  | 2.   | Chicago Mustangs  | 164 | 32 | 13 | 9  | 10 | 68 | 68 |
|  | 3.   | Toronto Falcons   | 144 | 32 | 13 | 6  | 13 | 55 | 69 |
|  | 4.   | Detroit Cougars   | 88  | 31 | 6  | 4  | 21 | 48 | 65 |

### Western Conference

#### Gulf Division
|  | Pos. | Squadra         | Pt  | G  | V  | N | P  | GF | GS  |
|  | ---- | --------------- | --- | -- | -- | - | -- | -- | --- |
|  | 1.   | K.C. Spurs      | 158 | 32 | 16 | 5 | 11 | 61 | 43  |
|  | 2.   | Houston Stars   | 150 | 32 | 14 | 6 | 12 | 58 | 41  |
|  | 3.   | St. Louis Stars | 130 | 32 | 12 | 6 | 14 | 47 | 59  |
|  | 4.   | Dallas Tornado  | 52  | 32 | 2  | 4 | 26 | 28 | 109 |

#### Pacific Division
|  | Pos. | Squadra          | Pt  | G  | V  | N | P  | GF | GS |
|  | ---- | ---------------- | --- | -- | -- | - | -- | -- | -- |
|  | 1.   | San Diego Toros  | 186 | 32 | 18 | 6 | 8  | 65 | 38 |
|  | 2.   | Oakland Clippers | 185 | 32 | 18 | 6 | 8  | 71 | 38 |
|  | 3.   | L.A. Wolves      | 139 | 32 | 11 | 8 | 13 | 55 | 52 |
|  | 4.   | Vancouver Royals | 136 | 32 | 12 | 5 | 15 | 51 | 60 |

## Play-off

### Tabellone
|  | Semifinali            | Semifinali | Semifinali |  |                 | Finale         | Finale | Finale |
|  |                       |            |            |  |                 |                |        |        |
|  | K.C. Spurs            | 1          | 0          |  |                 |                |        |        |
|  | K.C. Spurs            | 1          | 0          |  |                 |                |        |        |
|  | San Diego Toros (dts) | 1          | 1          |  |                 |                |        |        |
|  | San Diego Toros (dts) | 1          | 1          |  | San Diego Toros | 0              | 0      |        |
|  |                       |            |            |  | San Diego Toros | 0              | 0      |        |
|  |                       |            |            |  |                 | Atlanta Chiefs | 0      | 3      |
|  | Cleveland Stokers     | 1          | 1          |  |                 | Atlanta Chiefs | 0      | 3      |
|  | Cleveland Stokers     | 1          | 1          |  |                 |                |        |        |
|  | Atlanta Chiefs (dts)  | 1          | 2          |  |                 |                |        |        |
|  | Atlanta Chiefs (dts)  | 1          | 2          |  |                 |                |        |        |

### Semifinali
Andata
| Cleveland 11 settembre 1968 | Cleveland Stokers | 1 – 1 | Atlanta Chiefs | Cleveland Stadium (3.431 spett.) |

| Kansas City 11 settembre 1968 | K.C. Spurs | 1 – 1 | San Diego Toros | Municipal Stadium (5.042 spett.) |

Ritorno
| Atlanta 14 settembre 1968 | Atlanta Chiefs | 2 – 1 (d.t.s.) | Cleveland Stokers | Atlanta Stadium (6.645 spett.) |

| San Diego 16 settembre 1968 | San Diego Toros | 1 – 0 (d.t.s.) | K.C. Spurs | Balboa Stadium (6.271 spett.) |

### Finale
Andata
| San Diego 21 settembre 1968 | San Diego Toros | 0 – 0 | Atlanta Chiefs | Balboa Stadium (9.360 spett.) |

Ritorno
| Atlanta 28 settembre 1968 | Atlanta Chiefs | 3 – 0 | San Diego Toros | Atlanta Stadium (14.994 spett.) |